# Cap Dolphin
 (août 2025).
Si vous disposez d'ouvrages ou d'articles de référence ou si vous connaissez des sites web de qualité traitant du thème abordé ici, merci de compléter l'article en donnant les références utiles à sa vérifiabilité et en les liant à la section « Notes et références ».
Le Cap Dolphin 'en anglais : Cape Dolphin, en espagnol ; Calo Leal) est le cap qui marque le point le plus septentrional de la Malouine orientale, dans les îles Malouines. C'est aussi le point le plus au nord des deux îles principales, car des îles plus petites telles que les îles Jason sont plus au nord,. 
De plus, ce cap est l'un des points qui déterminent les lignes de base de la République argentine, à partir desquelles se mesurent les espaces maritimes qui entourent l'archipel.
Il marque l'entrée nord du détroit des Malouines.